# Arthur Nordlie
Arthur Nordlie, né le 2 février 1883 à Kristiania et mort le 7 janvier 1965, est un homme politique norvégien du Parti conservateur.

## Carrière politique
En 1920, Nordlie est élu conseiller municipal d'Oslo. Il le reste jusqu'en 1956. En 1929, il est élu au Storting et est député jusqu'en 1945.
Après guerre il est nommé président du Parti conservateur et le reste pendant cinq ans jusqu'en 1950.

## Carrière de cadre sportif
Nordlie est très actif dans la construction d'organes sportifs nationaux. Ainsi, il participe en 1902 à la création de la Fédération de Norvège de football et en 1919 à celle de la Fédération des sports de Norvège.

## Distinctions
- Commandeur de l'ordre du Dannebrog
- Commandeur de l'ordre de Vasa
- Officier de la Légion d'honneur

En 1933, il est nommé chevalier de l'ordre de Saint-Olaf puis commandeur en 1954. Il reçoit la médaille de l'ordre royal norvégien du Mérite et en 1956 celle de Saint-Hallvard.
Nordlie est également décoré à l'étranger puisqu'il est nommé commandeur de l'ordre de Dannebrog (Danemark), de l'ordre de Vasa (Suède), de l'ordre de la Rose blanche (Finlande), de l'ordre du Faucon (Islande) et enfin officier de l'ordre national de la Légion d'honneur (France).